# بروك ميلر (مغنية)
بروك ميلر هي مغنية وكاتبة غنائية كندية، ولدت في 14 يناير 1982 في Montague, Prince Edward Island ‏ في كندا.

## وصلات خارجية
- بروك ميلر على موقع ميوزك برينز (الإنجليزية)
- بروك ميلر على موقع ديسكوغز (الإنجليزية)